# Fairchild C-123
O Fairchild C-123 Provider foi construído para ser uma aeronave de transporte militar. Foi usado pela Força Aérea Americana em missões no Sudeste Asiático.